# Eipass
Eipass (acronim de la European Informatics Passport) este cel mai răspândit program de certificare a aptitudinilor de operare pe calculator, recunoscut la nivel internațional.
Cu ajutorul Permisului European de Conducere a Calculatorului vă puteți crește gradul de mobilitate profesională și puteți utiliza calculatorul în mod eficient și productiv indiferent de vârstă, profesie sau domeniu de activitate.